# Premier ministre du Cambodge
Le Premier ministre du Cambodge est le chef du gouvernement du Cambodge.
L'actuel titulaire du poste est Hun Manet depuis le 22 août 2023.

## Rôle et missions
Si, dans la réalité des faits, le premier ministre exerce un pouvoir indéniable sur le gouvernement et les institutions, la constitution ne consacre que peu d’articles à son rôle. Tout au plus, apprend-on qu’il dirige le conseil des ministres, que les membres de ce dernier sont responsables devant lui et l’Assemblée nationale, qu’enfin en cas de vacance de son poste, c’est l’ensemble du gouvernement qui doit être renouvelé et obtenir l’investiture de la chambre basse.
Ses prérogatives se trouvent par contre dans les chapitres consacrés aux autres organes. Ainsi, concernant le parlement, il doit faire partie de l’Assemblée nationale pour pouvoir être désigné et son gouvernement devra obtenir un vote de confiance de cette chambre basse. Il est également tenu de répondre à toute question que pourraient avoir les députés concernant la politique générale.
En contrepartie, il peut demander au roi la dissolution de l’Assemblée nationale, mais uniquement avec l’accord de son président et si le gouvernement a été renversé deux fois dans les dix-huit derniers mois.
Ces restrictions semblent découler d’une volonté du constituant de rendre l’exécutif dépendant du législatif, mais dans les faits, de par la position du chef du gouvernement au sein du parti majoritaire et de la forme de désignation des candidats à la députation, le rapport de force est inversé. 
En outre, il peut demander la convocation d’une session extraordinaire, ou à huis clos des deux chambres, ainsi que la promulgation de l’état d’urgence pendant lequel elles siègent de manières permanentes et qu’elles sont les seules à même de le lever.
Enfin, il peut être à l’initiative d’une loi ou d’une révision de la constitution et peut saisir le conseil constitutionnel à propos d’un texte en cours d’adoption ou déjà approuvé.
Néanmoins, si d'après la constitution la création des projets législatifs devraient être partagés entre les deux assemblées et le premier ministre, dans la réalité l’essentiel en revient à ce dernier qui avant de soumettre une loi la fait préparer par le cabinet ministériel compétent et revoir par un groupe de juristes. Le fait que ni les députés ni les sénateurs ne disposent de tels moyens ni de ces qualifications peut expliquer le faible nombre de textes dont ils sont à l’origine ou qui donnent lieu à de réelles discussions. Le rôle du parlement se trouve en réalité limité à un simple enregistrement de lois dont l’application est par ailleurs laissée à l’appréciation des dirigeants.
Concernant la monarchie, il est membre de droit du Conseil du Trône, chargé de désigner un nouveau roi après le décès ou l’abdication du précédent et, au cas où le souverain ne serait plus en état de régner, il fait partie des personnes préposées à la désignation d'un groupe d’experts médicaux qui doivent confirmer l’indisponibilité. Enfin, il est reçu en audience avec son gouvernement deux fois par mois au palais royal, pour informer le monarque de la conduite des affaires du royaume.
Pour finir, alors qu’en cas d’indisponibilité il peut se faire remplacer dans ses fonctions par un vice premier ministre au un ministre, il convoque une fois par an le congrès national, qui doit permettre « aux citoyens de s’informer directement des diverses affaires d’intérêt national, de soulever des problèmes et de soumettre des vœux aux autorités de l’État en vue d’une solution ».

## Liste des chefs de gouvernement
| De                | À                 | Nom |
| ----------------- | ----------------- | --- |
| 18 mars 1945      | 13 août 1945      | Norodom Sihanouk (ព្រះបាទសម្តេចព្រះនរោត្តម សីហនុ)                                                                                             |
| 13 août 1945      | 16 octobre 1945   | Son Ngoc Thanh (សឺង ង៉ុកថាញ់) |
| 16 octobre 1945   | 15 décembre 1946  | Sisowath Monireth (ព្រះអង្គម្ចាស់ ស៊ីសុវត្ថិ មុនីរ៉េត)                                                                                            |
| 15 décembre 1946  | 25 juillet 1947   | Sisowath Youtevong (អ្នកអង្គម្ចាស់ ស៊ីសុវត្ថិ យុត្តិវង្ស)                                                                                        |
| 25 juillet 1947   | 20 février 1948   | Sisowath Vatchayavong (អ្នកអង្គម្ចាស់ ស៊ីសុវត្ថិ វឌ្ឍឆាយាវង្ស)                                                                                   |
| 20 février 1948   | 14 août 1948      | Chhean Vam (ឈាន វ៉ម) |
| 7 septembre 1948  | 21 janvier 1949   | Penn Nouth (ប៉ែន នុត) |
| 12 février 1949   | 20 septembre 1949 | Yem Sambaur (យ៉ែម សំបូរ) |
| 20 septembre 1949 | 29 septembre 1949 | Ieu Koeus (អៀវ កើស) |
| 29 septembre 1949 | 28 avril 1950     | Yem Sambaur (យ៉ែម សំបូរ) |
| 28 avril 1950     | 30 mai 1950       | Norodom Sihanouk (ព្រះបាទសម្តេចព្រះ នរោត្តម សីហនុ)                                                                                            |
| 1er juin 1950     | 3 mars 1951       | Sisowath Monipong (ព្រះអង្គម្ចាស់ ស៊ីសុវត្ថិ មុនីពង្ស)                                                                                           |
| 3 mars 1951       | 12 octobre 1951   | Oum Chheang Sun (អ៊ុំ ឈាងស៊ុន) |
| 12 octobre 1951   | 16 juin 1952      | Huy Kanthoul (ហ៊ុយ កន្ធុល) |
| 16 juin 1952      | 24 janvier 1953   | Norodom Sihanouk (ព្រះបាទសម្តេចព្រះនរោត្តម សីហនុ)                                                                                             |
| 24 janvier 1953   | 22 novembre 1953  | Penn Nouth (ប៉ែន នុត) |
| 23 novembre 1953  | 7 avril 1954      | Chan Nak (ចាន់ ណាក) |
| 7 avril 1954      | 18 avril 1954     | Norodom Sihanouk (ព្រះបាទសម្តេចព្រះ នរោត្តម សីហនុ)                                                                                            |
| 18 avril 1954     | 26 janvier 1955   | Penn Nouth (ប៉ែន នុត) |
| 26 janvier 1955   | 3 octobre 1955    | Leng Ngeth (ឡេង ង៉ែត) |
| 3 octobre 1955    | 5 janvier 1956    | Norodom Sihanouk (សម្តេចព្រះឧបយុវរាជ នរោត្តម សីហនុ)                                                                                          |
| 5 janvier 1956    | 29 février 1956   | Oum Cheang Sun (អ៊ុំ ឈាងស៊ុន) |
| 29 février 1956   | 24 mars 1956      | Norodom Sihanouk (សម្តេចព្រះឧបយុវរាជ នរោត្តម សីហនុ)                                                                                          |
| 24 mars 1956      | 29 juillet 1956   | Khim Tit (ឃឹម ទិត) |
| 15 septembre 1956 | 15 octobre 1956   | Norodom Sihanouk (សម្តេចព្រះឧបយុវរាជ នរោត្តម សីហនុ)                                                                                          |
| 25 octobre 1956   | 9 avril 1957      | Sam Yun (សាន យន់) |
| 9 avril 1957      | 7 juillet 1957    | Norodom Sihanouk (សម្តេចព្រះឧបយុវរាជ នរោត្តម សីហនុ)                                                                                          |
| 26 juillet 1957   | 11 janvier 1958   | Sim Var (ស៊ឹម វ៉ា) |
| 11 janvier 1958   | 17 janvier 1958   | Ek Yi Oun (ឯក យីអ៊ុន) |
| 17 janvier 1958   | 10 avril 1958     | Penn Nouth (ប៉ែន នុត) |
| 29 avril 1958     | 10 juillet 1958   | Sim Var (ស៊ឹម វ៉ា) |
| 10 juillet 1958   | 19 avril 1960     | Norodom Sihanouk (សម្តេចព្រះឧបយុវរាជ នរោត្តម សីហនុ)                                                                                          |
| 19 avril 1960     | 28 janvier 1961   | Pho Proeung (ផូ ព្រឿង) |
| 28 janvier 1961   | 17 novembre 1961  | Penn Nouth (ប៉ែន នុត) |
| 17 novembre 1961  | 13 février 1962   | Norodom Sihanouk (សម្តេចព្រះឧបយុវរាជ នរោត្តម សីហនុ)                                                                                          |
| 13 février 1962   | 6 août 1962       | Nhiek Tioulong (ញ៉ឹក ជូឡុង) |
| 6 août 1962       | 6 octobre 1962    | Chau Sen Cocsal Chum (ចៅ សែនកុសល ហៅ ឈុំ)                                                                                                 |
| 6 octobre 1962    | 25 octobre 1966   | Norodom Kantol (អ្នកអង្គម្ចាស់ នរោត្តម កន្តុល)                                                                                              |
| 25 octobre 1966   | 1er mai 1967      | Lon Nol (លន់ នល់) |
| 1er mai 1967      | 31 janvier 1968   | Son Sann (សឺន សាន) |
| 31 janvier 1968   | 14 août 1969      | Penn Nouth (ប៉ែន នុត) |
| 14 août 1969      | 6 mai 1971        | Lon Nol (លន់ នល់) |
| 6 mai 1971        | 18 mars 1972      | Sisowath Sirik Matak (ស៊ីសុវត្ថិ សិរិមតៈ)                                                                                                  |
| 18 mars 1972      | 15 octobre 1972   | Son Ngoc Thanh (សឺង ង៉ុកថាញ់) |
| 15 octobre 1972   | 6 mai 1973        | Hang Thun Hak (ហង្ស ធុនហាក់) |
| 6 mai 1973        | 9 décembre 1973   | In Tam (អ៊ិន តាំ) |
| 26 décembre 1973  | 17 avril 1975     | Long Boret (ឡុង បូរ៉េត) |
| 17 avril 1975     | 4 avril 1976      | Penn Nouth (ប៉ែន នុត) |
| 4 avril 1976      | 14 avril 1976     | Khieu Samphân (intérim) (ខៀវ សំផន)                                                                                                   |
| 14 avril 1976     | 27 septembre 1976 | Pol Pot (ប៉ុល ពត) |
| 27 septembre 1976 | 25 octobre 1976   | Nuon Chea (intérim) (នួន ជា) |
| 25 octobre 1976   | 7 janvier 1979    | Pol Pot (ប៉ុល ពត) |
| 7 janvier 1979    | 27 juin 1981      | Heng Samrin (De facto chef de l'État et du gouvernement, avec le titre de Président du Conseil Populaire Révolutionnaire) (ហេង សំរិន) |
| 27 juin 1981      | 5 décembre 1981   | Pen Sovan (ប៉ែន សុវណ្ណ) |
| 5 décembre 1981   | 26 décembre 1984  | Chan Sy (ចាន់ ស៊ី) |
| 14 janvier 1985   | 2 juillet 1993    | Hun Sen (ហ៊ុន សែន) |
| 2 juillet 1993    | 6 juillet 1997    | Norodom Ranariddh (« Premier Premier ministre ») (សម្តេចក្រុមព្រះ នរោត្តម រណឫទ្ធិ) et Hun Sen (« Second Premier ministre ») (ហ៊ុន សែន)          |
| 6 juillet 1997    | 30 novembre 1998  | Ung Huot (« Premier Premier ministre ») (អ៊ឹង ហួត) et Hun Sen (« Second Premier ministre ») (ហ៊ុន សែន)                                   |
| 30 novembre 1998  | 22 août 2023      | Hun Sen (ហ៊ុន សែន) |
| 22 août 2023      | en fonction       | Hun Manet (ហ៊ុន ម៉ាណែត) |